# Flaiac
Flaiac (en francès Flayat) és una comuna (municipi) de França, a la regió de la Nova Aquitània, departament de la Cruesa.
La seva població al cens de 1999 era de 380 habitants. Està integrada a la Communauté de communes du Haut Pays Marchois.

## Demografia
| 1968 | 1975 | 1982 | 1990 | 1999 |
| ---- | ---- | ---- | ---- | ---- |
| 533  | 489  | 447  | 364  | 380  |

## Administració
| Període           | Identitat      | Partit |
| ----------------- | -------------- | ------ |
| 2001-2003         | Jean Touchard  |        |
| 2003-2008         | Bernard Murin  | UMP    |
| 2008 (març-agost) | Alain Fauriaux |        |
| 2008-             | Georges Lainé  |        |